# Monopisthocotylea
Monopisthocotylea zijn een onderklasse van parasitaire platwormen (Plathelmintes).

## Taxonomie
De volgende taxa worden bij de onderklasse ingedeeld:
- Orde Capsalidea
  - Familie Capsalidae Baird, 1853
  - Familie Dionchidae Bychowsky, 1959
  - Familie Enoplocotylidae Malmberg, 1990
- Orde Dactylogyridea
  - = Dactylogyrida
  - Familie Amphibdellatidae Carus, 1885
  - Familie Ancylodiscoididae Gusev, 1961
  - Familie Calceostomatidae Parona & Perugia, 1890
  - Familie Dactylogyridae Bychowsky, 1933 ("kieuwwormen")
  - Familie Diplectanidae Monticelli, 1903
  - Familie Fridericianellidae Gupta & Sachdeva, 1990
  - Familie Iagotrematidae Mañe-Garzon & Gil, 1962
  - Familie Neocalceostomatidae Lim, 1995
  - Familie Neotetraonchidae Bravo-Hollis, 1968
  - Familie Protogyrodactylidae Johnston & Tiegs, 1922
  - Familie Pseudodactylogyridae
  - Familie Pseudomurraytrematidae Kritsky, Mizelle & Bilqees, 1978
  - Familie Tetraonchidae Monticelli, 1903
  - Familie Urogyridae Bilong Bilong, Birgi & Euzet, 1994
  - Familie Ancyrocephalidae Bychowsky, 1937
    - = Engraulitrematidae Gupta & Krishna, 1980
    - = Heterotesiidae Euzet & Dossou, 1979
- Orde Gyrodactylidea
  - Familie Acanthocotylidae Monticelli, 1903
  - Familie Anoplodiscidae Tagliani, 1912
  - Familie Bothitrematidae Price, 1936
  - Familie Gyrodactylidae Cobbold, 1864 (huidwormen bij vissen)
    - = Ooegyrodactylidae Harris, 1983
    - = Oogyrodactylidae Harris, 1983

  - Familie Tetraonchoididae Bychowsky, 1951
  - Familie Udonellidae Taschenberg, 1879
- Orde Monocotylidea
  - Familie Loimoidae Price, 1936
  - Familie Microbothriidae Price, 1936
  - Familie Monocotylidae Taschenberg, 1879
- Orde Montchadskyellidea
  - Familie Montchadskyellidae Bychowsky, Korotajeva & Nagibina, 1970